# ایدئولوژی
ایدئولوژی، باورشناسی یا مرام (به انگلیسی: Ideology) مجموعهٔ سامان‌مند باورها و اندیشه‌های ایستای سیاسی و اجتماعی از آن جمله نظام‌های فکری، فلسفی و مذهب که فرد، گروه یا جامعه دارد و در تعیین خط مشی، عمل یا موضع‌گیری معتقدان به آن‌ها در مسائل سیاسی اجتماعی مؤثر است. ایدئولوژی به معنی آسان‌تر، طرز فکر است.

## تاریخچه

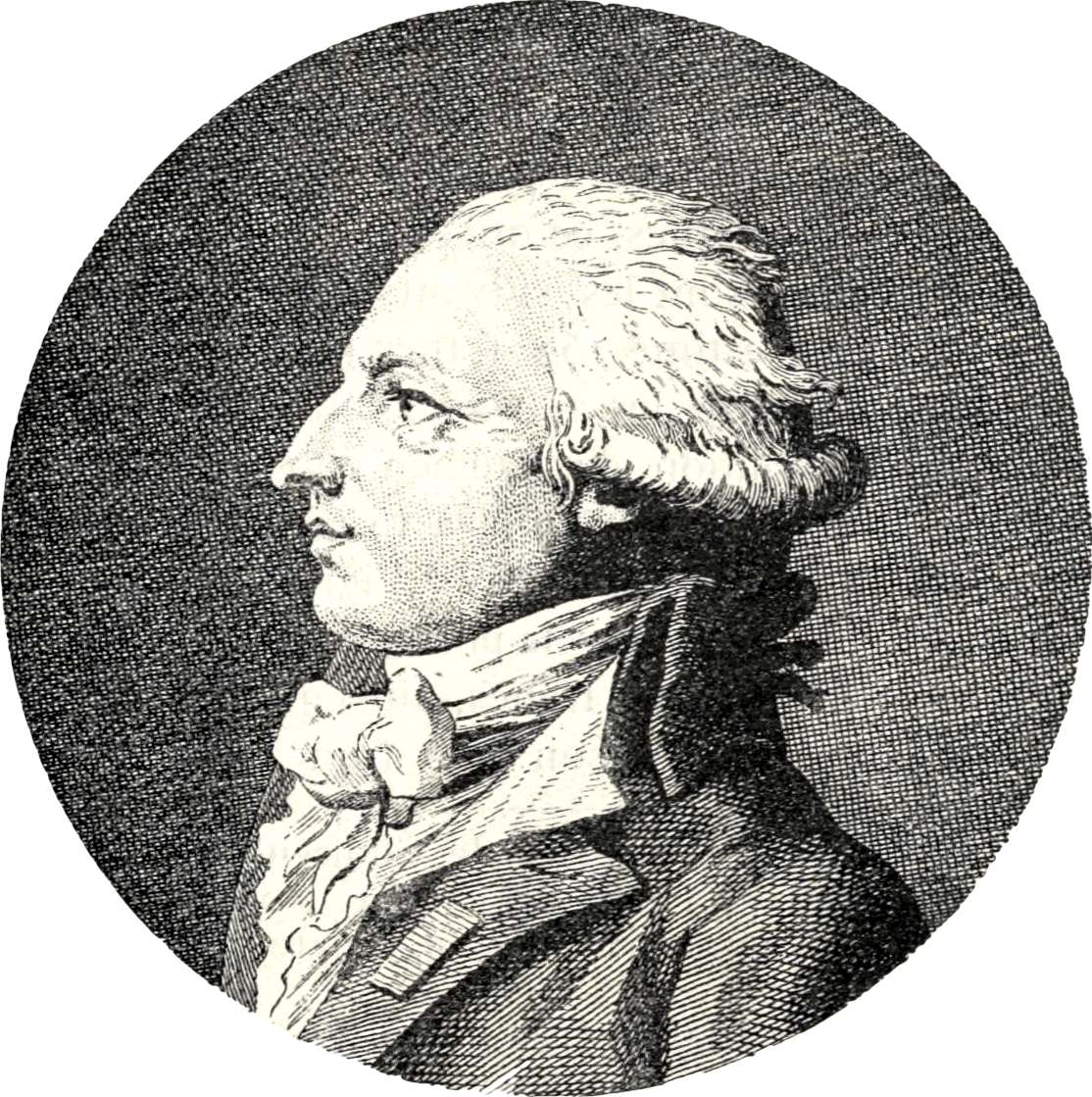
نخستین بار آنتوان دستوت دو تراسی اصطلاح ایدئولوژی را ابداع کرد.

واژهٔ ایدئولوژی نخستین بار توسط آنتوان دو تراسی فیلسوف و اشراف‌زادهٔ فرانسوی دوران روشنگری به کار رفت. تراسی این واژه را بین سال‌های ۱۷۹۶ و ۱۷۹۸ هنگام ارائهٔ گزارشی علمی با عنوان «رساله‌ای دربارهٔ قوهٔ تفکر» در انستیتوی ملّی پاریس مطرح کرد. این رساله سپس به صورت کتابی با عنوان «عناصر ایدئولوژی» (۱۸۱۵–۱۸۰۰) به چاپ رسید. معنای صریح و روشنی از مفهومی که تراسی ارائه داده، استنباط نمی‌شود. در واقع چهار کاربرد از این واژه را می‌توان از یکدیگر تفکیک کرد. کاربرد نخست، کاربرد صریح تراسی بود که به علم تجربی ایده‌ها اطلاق می‌شد. کاربرد دوم بر شکلی از وابستگی به جمهوری‌خواهی لیبرال عرفی دلالت دارد. کاربرد سوم به معنای ضمنی تحقیرآمیزی دربارهٔ نازایی فکری و عملی و نیز نوعی رادیکالیسم خطرناک اشاره دارد و در نهایت، کاربرد چهارم و کم‌اهمیت‌تر و چه بسا ظریف‌تر به‌طور کلّی به دکترین سیاسی اطلاق می‌شود. هر چهار معنا در سال‌های ۱۸۰۰ تا ۱۸۳۰ میلادی از نظر سیاسی رواج داشتند.
تراسی مانند بسیاری از فیلسوفان فرانسوی عصر روشنگری و اصحاب دائرةالمعارف معتقد بود که با تمام عرصه‌های تجربهٔ بشری که بسیاری از آن‌ها قبلاً در حوزهٔ علم الهیات بررسی می‌شدند، باید عقلانی برخورد کرد. علم ایده‌ها می‌بایست خاستگاه طبیعی ایده‌ها را بررسی کند و دانش دقیقی نسبت به علل پدیدآورندهٔ ایده‌ها از حواس باشد. بدین ترتیب، اندیشه‌های فطری رد و همگی به حواس تبدیل می‌شدند. تراسی ایدئولوژی را شاخه‌ای از جانورشناسی می‌دانست و متذکر می‌شد که هوش و اندیشهٔ انسانی بنیادی فیزیولوژیکی دارد. برای او، ایدئولوژی نظریهٔ نظریه‌ها و ملکهٔ تمام علوم بود؛ زیرا که لزوماً مقدم بر همهٔ علوم دیگری بود که ضرورتاً از «ایده‌ها» بهره می‌جستند.
امّا در قرن نوزدهم با ظهور کارل مارکس در تاریخ تفکر، معنای ایدئولوژی عوض شد. مارکس علم را متفاوت از ایدئولوژی می‌دانست. او ایدئولوژی را به معنای آگاهی کاذب به کار می‌برد. از نظر مارکس، ایدئولوژی یعنی اندیشه‌های طبقهٔ حاکم؛ اندیشه‌هایی که طبیعتاً از نظام طبقاتی حمایت می‌کنند و استثمار را زنده نگه می‌دارند. به نظر وی، ایدئولوژی تضادهای اصلی جامعه را از چشم طبقات فرودست و استثمارشده پنهان می‌کند تا آن‌ها از شناخت واقعیت استثمار خود بازبمانند و علیه طبقهٔ حاکم قیام نکنند. پس از ظهور دیکتاتوری‌های توتالیتر در آلمان هیتلری و شوروی استالینیستی، لیبرال‌ها ایدئولوژی را به معنای یک نظام فکری «بسته» که مدعی انحصار حقیقت است و به کار مبارزه با دشمن خارجی و کنترل فراگیر جامعه، یعنی کنترل همهٔ حوزه‌های زندگی شهروندان می‌آید، به کار بردند. ایدئولوژی به این معنا، مانع تأسیس «جامعهٔ باز» است و امکان بحث و نقد آزادانه را از بین می‌برد و جامعه‌ای مطیع و فرمانبردار در برابر حکومت پدید می‌آورد. با این حال، معنای سومی هم در دهه‌های اخیر پدید آمده که در مجموع ایدئولوژی را یک نظام اعتقادی دارای گرایش‌های عملی می‌داند. به این معنا، ایدئولوژی مجموعه‌ای از اندیشه‌ها و آموزه‌های به هم پیوسته است که عمل سیاسی را هدایت می‌کند. از این منظر، ایدئولوژی می‌تواند خوب یا بد، راستین یا دروغین باشد و لزوماً پدیده‌ای مثبت یا منفی نیست.

## تعریف
تعریفی که مایکل فریدن (Michael Freeden) در دائرةالمعارف فلسفهٔ روتلج ارائه کرده را می‌توان به عنوان تعریفی نسبتاً ساده از مفهوم ایدئولوژی در نظر گرفت:
ایدئولوژی مجموعه‌ای آگاهانه یا ناآگاهانه از افکار، باورها و نگرش‌هاست که برداشت‌ها و سوءبرداشت‌های ما را از جهان سیاسی و اجتماعی شکل می‌دهد. ایدئولوژی بر روی قضاوت‌ها، رفتارها، تصمیم‌ها و توصیه‌ها تأثیر می‌گذارد.

## انواع ایدئولوژی
یک متغیر مهم که می‌تواند اساس طبقه‌بندی ایدئولوژی‌ها قرار گیرد، باز یا بسته بودن نسبی گروه ایدئولوژیک است. سری بودن، الگوهای گزینش سخت‌گیرانه، میزان بالای انضباط درونی، تعهد شخصی کامل نسبت به تشکیلات حزبی و مانند آن، نشانهٔ ایدئولوژی بسته و ویژگی‌هایی مغایر با این‌گونه موارد، نشانهٔ ایدئولوژی باز است. بدین ترتیب، می‌توان ایدئولوژی‌ها را در دو دسته طبقه‌بندی کرد: ۱- ایدئولوژی‌های سنتی ۲- ایدئولوژی‌های انقلابی. هر یک از این دو دسته نیز به دو دستهٔ بسته و باز تقسیم می‌شوند. برای مثال، ایدئولوژی سازمان‌هایی مانند مافیا و کو کلوکس کلان در دستهٔ ایدئولوژی‌های سنتی از نوع بسته و ایدئولوژی سازمان‌هایی مانند اتحادیه‌های کارگری یا اتحادیه ملّی دانشجویان در دستهٔ ایدئولوژی‌های سنتی از نوع باز قرار می‌گیرند. همچنین در دستهٔ ایدئولوژی‌های انقلابی، ایدئولوژی گروه‌های فرقه‌مانند، همچون ساینتولوژی در دستهٔ ایدئولوژیک بسته و ایدئولوژی گروه‌هایی مانند هیپی‌ها در دستهٔ ایدئولوژیک باز قرار می‌گیرند.

## واکاوی
ایدئولوژی مفهومی بسیار بحث‌انگیز و فرّار در علوم اجتماعی است. می‌توان گفت ایدئولوژی به مجموعه‌ای از باورها و ایده‌ها گفته می‌شود که به عنوان مرجع توجیه اعمال، رفتار و انتظارات افراد عمل می‌کند. به‌طور دقیق‌تر، می‌توان برداشت‌های موجود از ایدئولوژی را در چهار دسته گنجانید:
1. ایدئولوژی نوعی اندیشهٔ انحرافی کاذب و غیرواقعی است.
برای مثال، «آگاهی» انسان‌ها که در جامعهٔ سرمایه‌داری سوژه شمرده می‌شوند. این تعبیر که از نظر شناخت‌شناسی منفی است، مشخصاً از سوی مارکس و انگلس عنوان شده است.[۶] به بیان دیگر، بنا به این تعبیر، ایدئولوژی نوعی آگاهی کاذب و غیرواقعی است که انسان‌ها بر اساس آن عمل می‌کنند و خود نمی‌دانند که این آگاهی دروغین است. در حقیقت آنان این‌گونه می‌اندیشند که آگاه‌اند، در حالی که آگاهی آن‌ها توسط طبقات حاکم به آنان به‌طور ناخودآگاه تزریق شده و انسان‌ها خود از آن بی‌خبرند.
2. ایدئولوژی مجموعه‌ای است از ایده‌ها، نظرات، اعتقادات و نگرش‌ها: مانند جهان‌بینی یک طبقه یا گروه اجتماعی.
این تعبیر از نظر اجتماعی نسبی است. این دیدگاه بیشتر در نظریه‌های پسا مارکسی نظیر مارکسیسم هگلی گئورگ لوکاچ و نقد کارل مانهایم بر پیش‌داوری‌های ماتریالیسم تاریخی حضور دارد.[۶]
3. ایدئولوژی یک نظام فکری کم و بیش آگاهانه است. (ایدئولوژی نظری)
این تعبیری محدود از ایدئولوژی است که دو مورد بالا را زیر پوشش می‌گیرد. این تعبیر تا دهه ۱۹۶۰ میلادی برداشت غالب از مقولهٔ ایدئولوژی در بحث‌های فلسفی و سیاسی بود.[۶]
در این تعریف، ایدئولوژی نظامی است از باورها که قسمتی از آن به صورت آگاهانه توسط فرد انتخاب می‌شود و قسمتی از آن به صورت ناخودآگاه در اجتماع توسط فرد کسب می‌شود.
4. ایدئولوژی رسانهٔ کمابیش ناآگاهانهٔ رفتارهای مرسوم محسوب می‌شود. (ایدئولوژی عملی)
این تعریفی مبسوط است که توسط مارکس مطرح شد و بعدها آنتونیو گرامشی و لویی آلتوسر آن را توسعه دادند. این برداشت، از دههٔ ۶۰ به بعد مقبول‌تر بوده است.[۶]
این تعریف ادامهٔ تعریف مارکسیستی از ایدئولوژی است؛ با این تفاوت که ایدئولوژی را آگاهی کاملاً کاذب نمی‌داند، بلکه قسمتی از آن را که ناآگاهانه است، مسئول قسمتی از عملکرد انسان‌ها در جامعه می‌داند.

این تعبیرهای متفاوت که از ایدئولوژی شده است، از نظر دستگاه‌های معرفت‌شناسانهٔ ایدئولوژی، شمول جامعه‌شناسانهٔ آن، کارکرد، صورت سیاسی، استلزامات ایدئولوژی و ویژگی ذهنی-روان‌شناسانه یا عینی-اجتماعی آن با هم تفاوت دارند.
تئون ون‌دایک زبان‌شناس انتقادی برجسته هلندی تحقیقات زیادی راجع به مفهوم ایدئولوژی داشته است. وی معتقد است که ایدئولوژی به عنوان نظامی از باورها تعاریف گوناگونی را داشته است؛ امّا آنچه در تمامی این تعاریف مشترک است، این است که ایدئولوژی در حافظهٔ جمعی افراد قرار می‌گیرد و در نتیجه، ایدئولوژی جنبه‌ای شناختی و روانی دارد.

## ایدئولوژی‌های سیاسی
در مطالعات اجتماعی، یک ایدئولوژی سیاسی یک مجموعهٔ اخلاقی مشخص از ایده‌آل‌ها، اصول، دکترین‌ها، اسطوره‌ها و نمادهای یک حرکت اجتماعی، یک بنیاد، طبقه یا گروه بزرگ است که توضیح می‌دهد اجتماع چگونه باید کار کند و برخی طرح‌های کلّی سیاسی و فرهنگی را برای یک آرایهٔ مشخص اجتماعی توصیه می‌دهد.
ایدئولوژی سیاسی مجموعه نظرات دربارهٔ مدیریت اجتماع انسان‌هاست. هر پیرو ایدئولوژی سیاسی برای خود طریق عملیاتی عینی طراحی شده‌ای می‌بیند که باید پیاده‌سازی و اجرایش کند. اساساً هر شخصی (حتی او که معتقد است ایدئولوژی ندارد) دارای یک خط مشی است که در برخورد با اجتماع و واکنش نشان دادن‌های خود آن‌ها را ابراز می‌کند و در تعریف، این همان ایدئولوژی است.